# Leptobrachium mouhoti
Leptobrachium mouhoti là một loài động vật lưỡng cư trong họ Megophryidae. Đây là loài đặc hữu Campuchia.